# Matthias Habich
Matthias Habich (Danzig, Német Birodalom (ma Gdańsk, Lengyelország) 1940. január 12.) német színész, szinkronszínész, a német színpadi és filmes színjátszás meghatározó egyénisége, „nagy öregje”. 1965 óta aktívan dolgozik, 110-nél több filmes és televíziós produkcióban szerepelt.

## Élete

### Származása, tanulmányai
Willi Habich kereskedő és Elsbeth Wendler fiaként született Danzigban 1940-ben, amikor a város átmenetileg vissza volt csatolva a Német Birodalomhoz. 1945-ben anyja három fiúgyermekével a Danzighoz közeledő lengyel–szovjet csapatok elől Hamburg város Harburg kerületébe menekült. Matthias Habich itt nőtt fel. A hamburgi Alexander von Humboldt Gimnáziumban érettségizett. 1961–1964 között színészmesterséget tanult a hamburgi Zenei és Színművészeti Főiskolán (Hochschule für Musik und Theater), mestere Eduard Marks volt. 1966-ban egy szemesztert végzett a Párizsi Konzervatóriumban (Conservatoire de l’art dramatique). 1980-ban az Egyesült Államokba ment, hogy színészetet tanuljon Lee Strasbergnél, Rick Zanknál és Uta Hagennél.

### Színpadon
1963-ban Fortinbrast játszotta a Gustaf Gründgens által rendezett Hamletben, a hamburgi Német Színházban (Deutsches Schauspielhaus). Ezután sorra kapta a szerződéseket Chur, Baden-Baden, Bázel és Wuppertal városi színházaitól. 1967-ben a zürichi Városi Színházhoz szerződött, az 1967–1968-as évadban nagy sikerrel szerepelt Bertolt Brecht: A vágóhidak Szent Johannája zenés színművének zürichi felújításában, melyet Leopold Lindtberg rendezett. 1970/71-ben átszerződött a müncheni Kamaraszínházhoz. 1971–1976 a berlini Állami Színházhoz (Staatliche Schauspielbühnen) és a Szabad Népszínházhoz (Freie Volksbühne) szegődött, 1977 után ismét Zürichben dolgozott, majd 1983–1984-ben a bécsi Burgtheaterben.

### Filmvásznon, televízióban
Első filmszerepét 1965-ban kapta, Peter Beauvais rendező Undine című tévéfilmjének címszerepében. Első nagyobb sikerét 1973-ban játszotta el, Fritz Umgelter rendező Trenck báró különös élettörténete című tévésorozatában, ahol a címszereplőt, az öntörvényű Friedrich von der Trenck porosz katonatisztet játszotta. 1975-ben, ugyancsak Umgelter rendezésében Habich még két hasonló jellegű, kosztümös történelmi sorozatban a Benyovszky Móric kalandjairól szóló Die unfreiwilligen Reisen des Moritz August Benjowski (Orlov gróf szerepében) és a A kalandos Simplicissimus regényből készült Des Christoffel von Grimmelshausen abenteuerlicher Simplicissimus sorozatban (Simplex szerepében).
Első mozifilmes szerepét 1976-ban játszotta Volker Schlöndorff rendező Kegyelemlövésében, ahol egy kőszívű porosz tisztet alakított. Ezután sorban kapta a filmes karakterszerepeket, leggyakrabban szigorú, kemény férfiakat. 1984-ben Jean-Paul Belmondo, Jacques Villeret és Michel Constantin társaságában német nehézfiút alakított alakított Henri Verneuil francia rendező Az arany bűvöletében című háborús kalandfilmjében. 
1999-ben Andreas Kleinert és Kai Wessel rendezők Klemperer – Ein Leben in Deutschland életrajzi filmjében Habich játszotta Victor Klemperer zsidó származású német professzort. 
2001-ben Caroline Link rendező díjnyertes filmdrámájában, a Hontalanul Afrikában-ban nyújtott alakításáért Habich megkapta a Német Filmdíjat.
Háborús filmekben is megjelent: 2001-ben Jean-Jacques Annaud rendező Ellenség a kapuknál c. című filmjében Paulus tábornagyot; 2004-ben Oliver Hirschbiegel rendező A bukás című filmdrámájában Werner Haase katonaorvost alakította. 2008-ban feltűnt Stephen Daldry rendező A felolvasó című filmdrámájában Kate Winslet és Ralph Fiennes mellett, 2009-ben szerepelt az iraki háborúról szóló Waffenstillstand (Tűzszünet) című nemzetközi produkcióban.
Nikolaus Leytner író-rendező 2009-es Ein halbes Leben (Fél élet) című drámájának főszerepét játszotta. Alakításáért megkapta az Adolf Grimme-díjat, Josef Hader és Franziska Walser színésztársaival és a film rendezőjével együtt.
2010-től kezdve ismét javarészt televíziós produkciókban dolgozott. Életkorának megfelelő, lenyugodott, bölcs öregembereket vagy megkérgesedett szívű, patriarchális családapákat játszott több német drámai tévéfilmben és sorozatban. A ZDF tévé „Joseph Vernau”-sorozatának 2012-es Das Kindermädchen (A gyermekgondozónő) című filmjében mint idős Utz von Zernikow szembesül családjának rejtett titkaival. 2015-ben Matti Geschonneck rendező Ein großer Aufbruch (Útra indulni) című sorozatában Ina Weisse és Hannelore Elsner mellett hasonló idős nagyapa-karaktert alakított. Ugyancsak 2015-ben Margarethe von Trotta író-rendező Elcserélt világ című filmdrámájában is egy idős özvegyembert alakított, aki egy újság fotóján felismerni véli halottnak tudott feleségét. (Az eredeti német cím, „Die abhandene Welt” jelentése: „Elkallódott világ”, pontosabban utal a történésekre.)
Habich a 2010-es évek óta Párizsban, Zürichben és Locarnóban él. Jelenleg (2023-ban) is aktívan dolgozik.

## Kitüntetései
- 1997: Arany Oroszlán televíziós díj, a legjobb tévéfilmes színész kategóriában, a Tetthely sorozat Der kalte Tod eoizódjában nyújtott szerepéért (SWF TV)
- 1998: Adolf Grimme-díj a Das Urteil (Az ítélet) című filmbeli szerepéért, megosztva Paul Hengge-vel és Klaus Löwitsch-csel
- 2001: Német Televíziós díj (Deutscher Fernsehpreis) a Évfordulók sorozatszerepért (ARD TV)
- 2002: Német Filmdíj a Legjobb férfi mellékszereplő kategóriában, a Hontalanul Afrikában c. filmben nyújtott alakításáért
- 2009: a Német Szövetségi Köztársaság Érdemkeresztje (Bundesverdienstkreuz)
- 2010: Adolf Grimme-díj az Ein halbes Leben (Fél élet) című tévéfilmért, megosztva Franziska Walserrel és Josef Haderrel (ZDF)
- 2022: Götz George-díj, jelentős színművészi életművéért[8]
- 2022: Mecklenburg-Vorpommern tartomány filmművészeti fesztiváljának Arny Ökör díja (Goldener Ochse).[9]

## Főbb filmszerepei
- 2022: Safe; tévé-minisorozat; Robert
- 2021: Prinzessin; öregember
- 2020: Playing God; tévéfilm; Richard Gärtner
- 2020: Narziss und Goldmund; Burgherr
- 2020: Lassie hazatér (Lassie – Eine abenteuerliche Reise); Von Sprengel gróf
- 2018: Das Leben vor mir; tévéfilm; Cornelius
- 2017: Conni und Co 2 – Das Geheimnis des T-Rex; Ingo Jonas
- 2017: Berlin Syndrome; Erich Werner
- 1996–2016: Tetthely) (Tatort); tévésorozat; több szerepben
- 2016: Matthiesens Töchter; tévéfilm; Matthiesen
- 2015: Ein großer Aufbruch; tévéfilm; Holm Hardenberg
- 2015: Das Gewinnerlos; tévéfilm; Georg Freudenreich
- 2015: Elcserélt világ (Die abhandene Welt); Paul Kromberger
- 2014: Sein gutes Recht; tévéfilm; Max Büttner
- 2014: Altersglühen – Speed Dating für Senioren; Helge Löns; 2014
- 2014: Die Toten von Hameln; tévéfilm; Dr. Georg Bischoff
- 2014: Where I Belong; Friedrich
- 2012: Liebe am Fjord; tévésorozat; Henrik Agdestein
- 2012: És mindenki hallgatott (Und alle haben geschwiegen); tévéfilm; Paul
- 2012: Das Kindermädchen; tévéfilm; Utz von Zernikow
- 2011: Eine halbe Ewigkeit; tévéfilm; Harry Berg
- 2010: Morgen musst Du sterben; tévéfilm; Peter
- 2010: Die Schwester; tévéfilm; Gregor Antonion
- 2010: Letzter Moment; tévéfilm; Peter Romberg
- 2010: Nanga Parbat; Plébános  (rend. Joseph Vilsmaier, a két Messner-fivérről)
- 2009: Waffenstillstand; Alain Laroche  (rend. Lancelot von Naso, Iraki háborúról)
- 2009: Ein halbes Leben; tévéfilm; Peter Grabowski
- 2001: Alpesi nyomozók (SOKO Kitzbühel); tévésorozat; Franz Koch
- 2008: A felolvasó (The Reader); Peter Berg
- 2007: Anna bekattanva (Caótica Ana); Klaus
- 2007: Giganten; tévésorozat; Alexander von Humboldt
- 2007: Afrika, mon amour; tévé-minisorozat, Dr. Franz Lukas
- 2006: Silberhochzeit; tévéfilm; Ben
- 2005: Unkenrufe; Alexander Reschke
- 2005: Küss mich, Hexe!; tévéfilm-vígjáték; a Sötétség Ura
- 2005: Kein Himmel über Afrika; tévéfilm; Richard
- 2005: Hullámok (Wellen); tévéfilm; Rolf von Buttlär
- 2004: A bukás – Hitler utolsó napjai (Der Untergang); Werner Haase orvosprofesszor
- 2004: Néró, a véreskezű zsarnok (Imperium: Nerone); tévéfilm; Seneca
- 2003: Raus ins Leben; Michael Berkhoff
- 2003: Rendkívüli állapot (Zwei Tage Hoffnung); tévéfilm; Otto Kaminski
- 2003: Két szív a korona ellen (Trenck – Zwei Herzen gegen die Krone); tévéfilm; Von Habich tábornok
- 2001: Boran; Felix Novak „Boran”
- 2001: Hontalanul Afrikában (Nirgendwo in Afrika); Walter Süßkind
- 2001: Ellenség a kapuknál (Enemy at the Gates); Paulus tábornagy
- 2000: Évfordulók (Jahrestage); tévé-minisorozat; Heinrich Cresspahl
- 1999: Klemperer – Ein Leben in Deutschland; tévésorozat; Victor Klemperer
- 1999: Piknik a hóban (Picknick im Schnee); tévéfilm; Johannes Breutigam
- 1998: Babyraub – Kinder fremder Mächte; tévéfilm; Horst Glockner
- 1998: Zucker für die Bestie; tévéfilm; Dr. Kaltenbach
- 1997: Das Urteil; tévéfilm; az Idegen
- 1997: Die Rättin; tévéfilm; Markus Frank
- 1997: Az ártatlanság nevében (Im Namen der Unschuld); Norbert Michaelis rendőrfelügyelő
- 1997: Davids Rache; tévéfilm; Christian
- 1996: A csenden túl (Jenseits der Stille); Gregor, Clarissa férje
- 1996: Schlag 12; tévéfilm; Manfred Weiszflog
- 1995: A tizedik év (Das zehnte Jahr); Max
- 1995: Ich bin unschuldig – Ärztin im Zwielicht; tévéfilm; Jürgen Liebig
- 1995: Noir comme le souvenir; Chris Corday
- 1996: Deutschlandlied; tévé-minisorozat; Konrad Schuhbeck
- 1994: Lauras Entscheidung; tévéfilm; Joachim Böllinger
- 1993: Ce que savait Maisie; tévéfilm; Bertrand Farange
- 1993: Das letzte U-Boot; tévéfilm; Mellenberg tábornok
- 1992: À deux pas du paradis; tévéfilm; David Grundberg
- 1992: Alexandra hercegnő (Princesse Alexandra); tévéfilm; Franz
- 1991: Szöktetés a szerájból (Die Entführung aus dem Serail); tévéfilm; Szelim
- 1991: Extralarge; tévésorozat; Dr. Shuby
- 1991: La demoiselle sauvage; M. Élysée
- 1991: Der Fall Ö.; Teiresias százados
- 1990: Vandronik; tévéfilm; Magnus
- 1990: Farendj; Bruno
- 1990: Duo; tévéfilm; Ambrosius
- 1989: L′orchestre rouge (Die Rote Kapelle); Harro Schulze-Boysen
- 1989: Noch ein Wunsch; tévéfilm; Martin Wettstein
- 1988: Végzetes másodpercek (Crash); tévéfilm; Richard Jansen
- 1988: À corps perdu; Pierre Kurwenal
- 1988: Der Passagier – Welcome to Germany; Körner
- 1987: Pink Palace, a paradicsomparti szálloda (Pink Palace, Paradise Beach); Daniel
- 1987: Der Schrei der Eule; tévéfilm; Robert Forster
- 1984: Az arany bűvöletében (Les morfalous); Karl Brenner hadnagy
- 1983: Glut; Albert Korb
- 1982: Jack Holborn; tévé-minisorozat; Sharingham kapitány
- 1982: Imperativ; a teológus
- 1980: Die Reinheit des Herzens; Jean
- 1978: Félelem (Angst); tévéfilm; Klaus
- 1978: Ursula; tévéfilm; Zwingli
- 1978: A naplopó (Taugenichts); Leonard
- 1977: Le point de mire („Célpont”); Bruno
- 1977: Der Mädchenkrieg; Jan Amery
- 1976: Kegyelemlövés (Der Fangschuß); Erich von Lhomon
- 1975: Des Christoffel von Grimmelshausen abenteuerlicher Simplicissimus; tévé-minisorozat; Simplex
- 1975: Die unfreiwilligen Reisen des Moritz August Benjowski; tévé-minisorozat; Orlov gróf
- 1974: Az ifjú Garibaldi  (Il giovane Garibaldi); tévé-minisorozat; névtelen szereplő
- 1974: Fluchtgefahr; Ifjú Winarski
- 1973: Abenteuer eines Sommers; Michelitsch
- 1973: „3. November 1973”; tévéfilm; a gyilkos
- 1973: Trenck báró különös élettörténete (Merkwürdige Lebensgeschichte des Friedrich Freiherrn von der Trenck); tévé-minisorozat; Friedrich von der Trenck
- 1968: Die Konvention Belzebir; tévéfilm; Balembrun
- 1965: Undine; tévéfilm; névtelen fiú